# 52 Charlotte Street

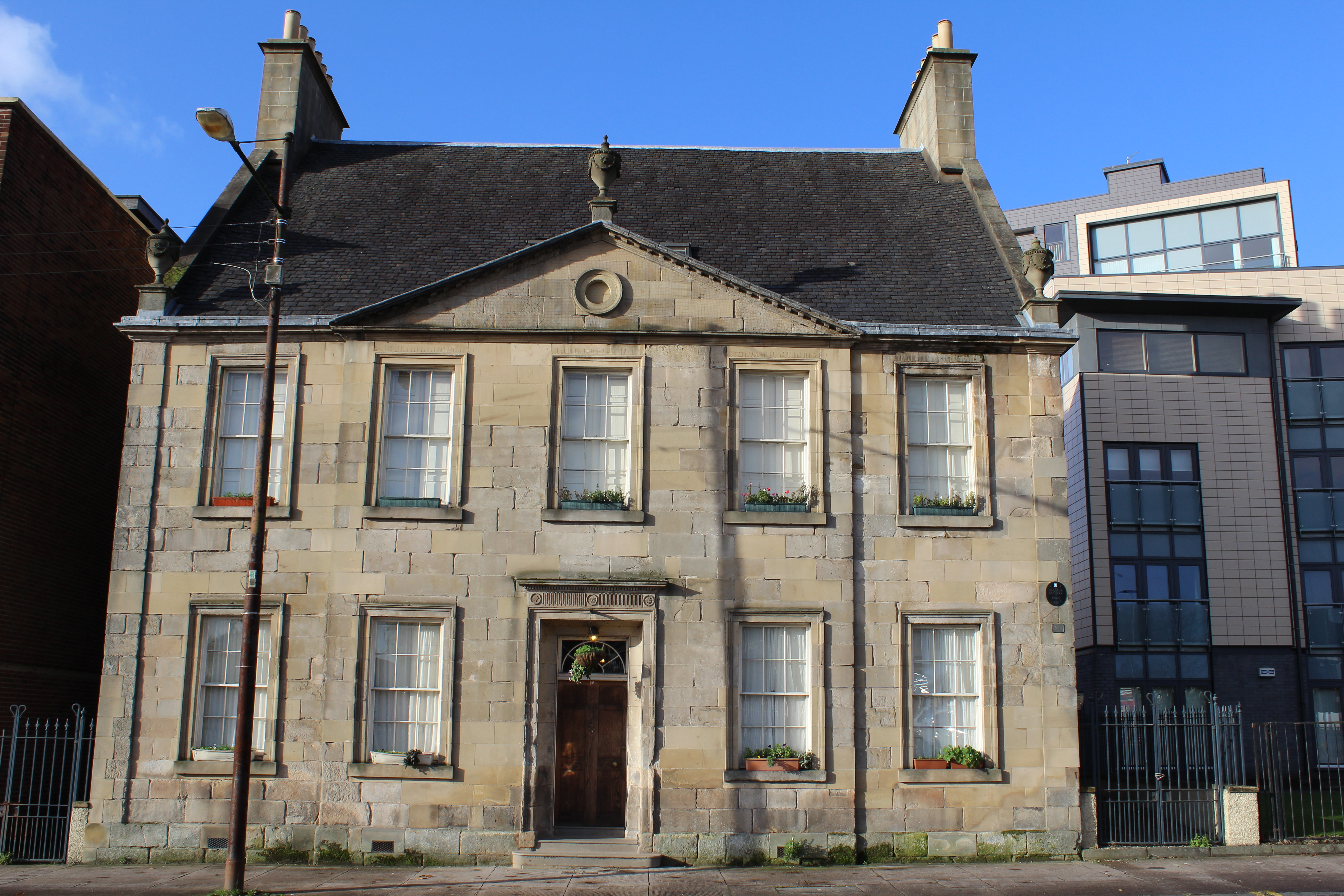
52 Charlotte Street

Unter der Adresse 52 Charlotte Street in der schottischen Stadt Glasgow befindet sich ein Wohngebäude. 1970 wurde das Bauwerk in die schottischen Denkmallisten in der höchsten Denkmalkategorie A aufgenommen.

## Beschreibung
Das Gebäude befindet sich an der Charlotte Street südöstlich des Stadtzentrums Glasgows. Sein Bau im klassizistischen Adamstil wurde um 1790 begonnen. Das Mauerwerk besteht aus poliertem Sandstein. Die ostexponierte Frontfassade des zweistöckigen Gebäudes ist symmetrisch aufgebaut und fünf Achsen weit. Es tritt ein drei Achsen weiter Mittelrisalit mit abschließendem Dreiecksgiebel mit Okulus im Tympanon leicht heraus. Das zentrale Eingangsportal schließt mit Fries, Zahnschnitt und Gesimse ab. Das abschließende Satteldach mit seinen wuchtigen, giebelständigen Kaminen ist mit Schiefer eingedeckt.